# Mark Rein-Hagen

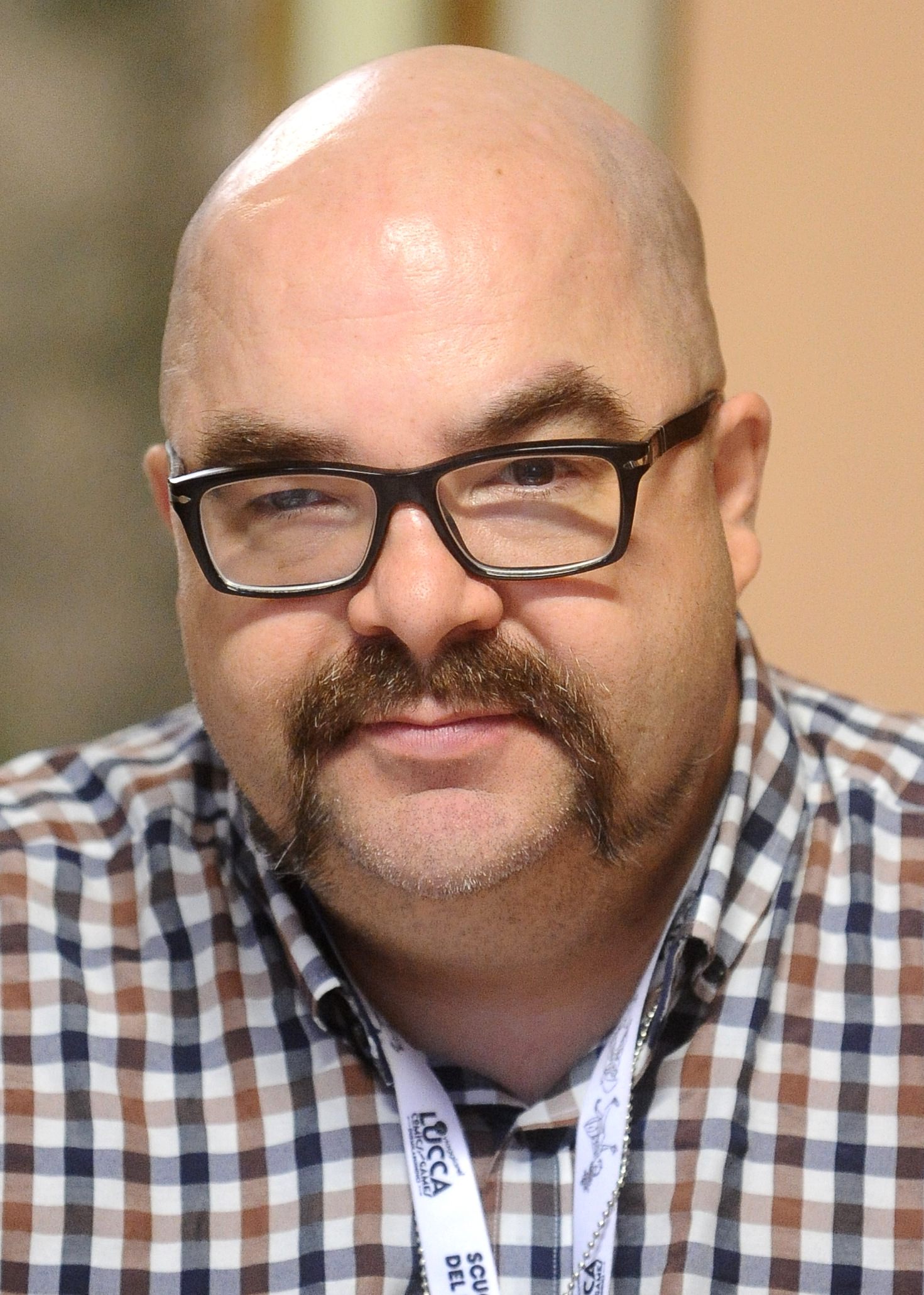
Mark Rein·Hagen – Lucca Comics and Games 2015

Mark Rein-Hagen (zapis stylizowany: Mark Rein•Hagen) – amerykański twórca gier fabularnych, karcianych, komputerowych i planszowych, autor gry fabularnej Wampir: Maskarada oraz innych gier z uniwersum Świata Mroku. Jest także jednym z dwóch (obok Jonathana Tweeta) oryginalnych twórców gry Ars Magica.
Założył i był głównym właścicielem firmy White Wolf, lecz w 2007 roku sprzedał swoją połowę udziałów.
Pracował także jako scenarzysta i producent serialu telewizyjnego opartego na grze Wampir, który był wyświetlany w Fox TV a został wstrzymany po dziewięciu odcinkach, ze względu na śmierć głównego aktora (Marka Frankela) w wypadku motocyklowym. Hagen nie jest w żaden sposób spokrewniony z Markiem Reinem, wiceprezydentem firmy Epic Games.
Jako poboczny projekt, niezależny od firmy White Wolf, Rein•Hagen założył Atomoton Games i stworzył Z-G, pierwszą kolekcjonerską grę figurkową o superbohaterach. Jednak między innymi wysokie koszty produkcji gry i duża liczba gadżetów, które miały się wraz z nią pojawić, spowodowały, iż gra nie przyjęła się na rynku, co z kolei pogrążyło całą firmę Atomoton Games.
Obecnie mieszka w Tbilisi (Gruzja) wraz z żoną i dzieckiem, gdzie pracuje jako międzynarodowy konsultant tamtejszego rządu.
Gdy zapytano Rein•Hagena o znaczenie i sposób wymowy kropki w jego nazwisku, miał on rzekomo odpowiedzieć: „It’s unpronounceable, and symbolizes how meaningless are the labels that we attach to ourselves” (z ang. Jest niewymawialna i symbolizuje bezsensowność etykietek, które sami sobie przyczepiamy).